# Laetifautor spinulosus
Laetifautor spinulosus is een slakkensoort uit de familie van de Calliostomatidae. De wetenschappelijke naam van de soort is voor het eerst geldig gepubliceerd in 1893 door Tate.